# Radkowci
Radkowci (bułg. Радковци) – wieś w Bułgarii, w obwodzie Wielkie Tyrnowo, w gminie Wielkie Tyrnowo. W 2024 roku liczyła 34 mieszkańców.